# Kertamulya (Bongas)
Kertamulya is een bestuurslaag in het regentschap Indramayu van de provincie West-Java, Indonesië. Kertamulya telt 6499 inwoners (volkstelling 2010).